# 渚晴彦
渚 晴彦（なぎさ はるひこ、1942年9月9日 - ）は、日本のプロマジシャン。渚マジックプロジェクト代表。公益社団法人日本奇術協会第10代会長を経て名誉顧問。

## 来歴
鹿児島県出身。17歳のとき、百貨店にできたマジックディーラーに足繁く通い、3ヶ月でそのショップ全てのマジックをマスターする。即座にそのディーラーにスカウトされ、自身がディーラーとなる。19歳のとき、NHK番組「お昼の演芸」(のちに「ひるのプレゼント」)に出演し、プロマジシャンとしてデビュー。当時のプロマジシャンとしては最年少であった。
ハトやカードを使ったテクニックは多くのマジシャンに影響を与えたとされ、2001年にJPMA ベストマジシャンに選出、2008年にJCMA マジシャン・オブ・ザ・イヤーを受賞。数々のステージをこなす傍ら、マジックの普及や後進の育成にも努めている。

## 主な受賞歴
- 1976年 - 輝けマジックグランプリ（日本テレビ）入賞
- 2001年 - JPMA ベストマジシャン
- 2008年 - JCMA マジシャン・オブ・ザ・イヤー